# Comitatul Adams, Indiana
Comitatul Adams, conform originalului din limba engleză, Adams County, este unul din cele 93 de comitate ale statului american Indiana. Conform recensământului Statelor Unite Census 2000, efectuat de United States Census Bureau, populația totală era de 33.625 de locuitori. Reședința comitatului este orașul Decatur GR6. Denominarea Adams County este 001 pe lista comitatelor statului (codul său FIPS este 18 - 001 Arhivat în 7 iunie 2011, la Wayback Machine.).

## Demografie
|  | Graficele sunt indisponibile din cauza unor probleme tehnice. Mai multe informații se găsesc la Phabricator și la wiki-ul MediaWiki. |

Date: Wikidata - grafică realizată de Wikipedia